# Letto ribaltabile

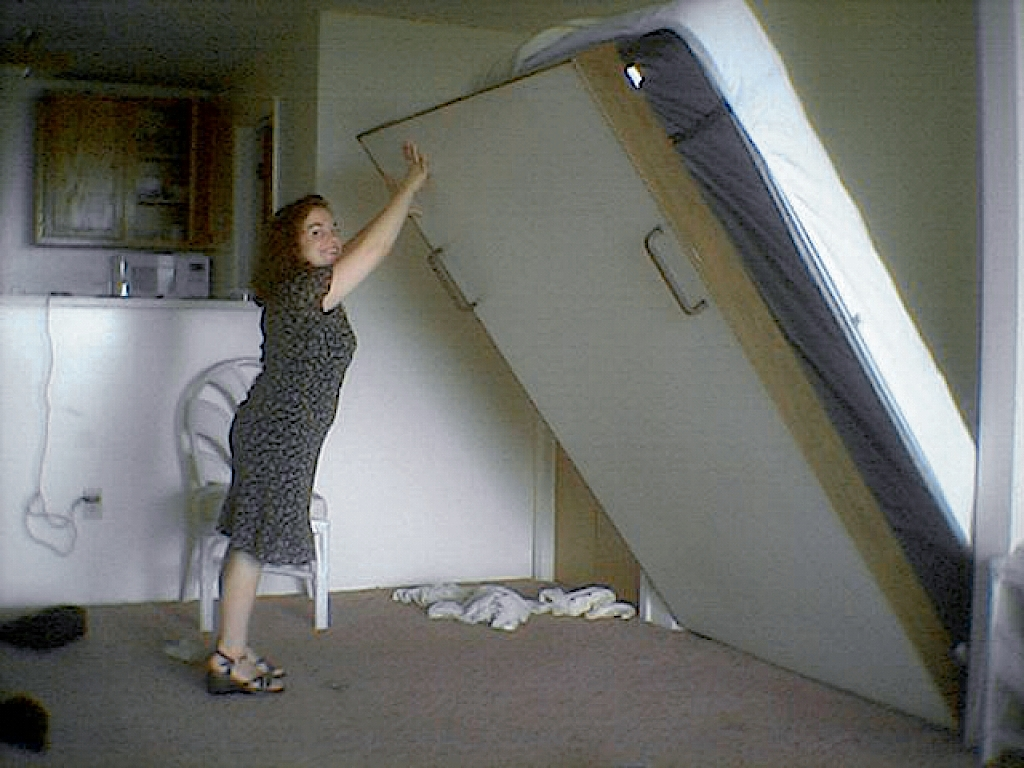
Donna che piega un letto ribaltabile

Un letto ribaltabile (noto in Nord America come Murphy Bed), chiamato anche letto a scomparsa, è un letto incernierato a un'estremità per essere riposto verticalmente contro il muro o all'interno di un armadio.

## Storia
Il letto prende il nome da William Lawrence Murphy (1876-1957), un immigrato irlandese di New York che voleva trovare un metodo creativo per realizzare più spazio nel suo piccolo appartamento. Fece domanda per i suoi primi brevetti intorno al 1900. Secondo una leggenda, stava corteggiando una cantante lirica, ma viveva in un monolocale a San Francisco, e il codice morale del tempo disapprovava una donna che entrava nella camera da letto di un uomo. L'invenzione di Murphy trasformava la sua camera da letto in un salotto, permettendogli così di invitare delle donne. I primi letti pieghevoli esistevano già, ed erano persino disponibili attraverso il catalogo Sears, Roebuck & Co. ma Murphy introdusse un progetto incernierato e controbilanciato per il quale ricevette una serie di brevetti, tra cui uno per un "Letto a scomparsa" il 18 giugno 1912 e un altro per un "progetto di letto" il 27 giugno 1916.

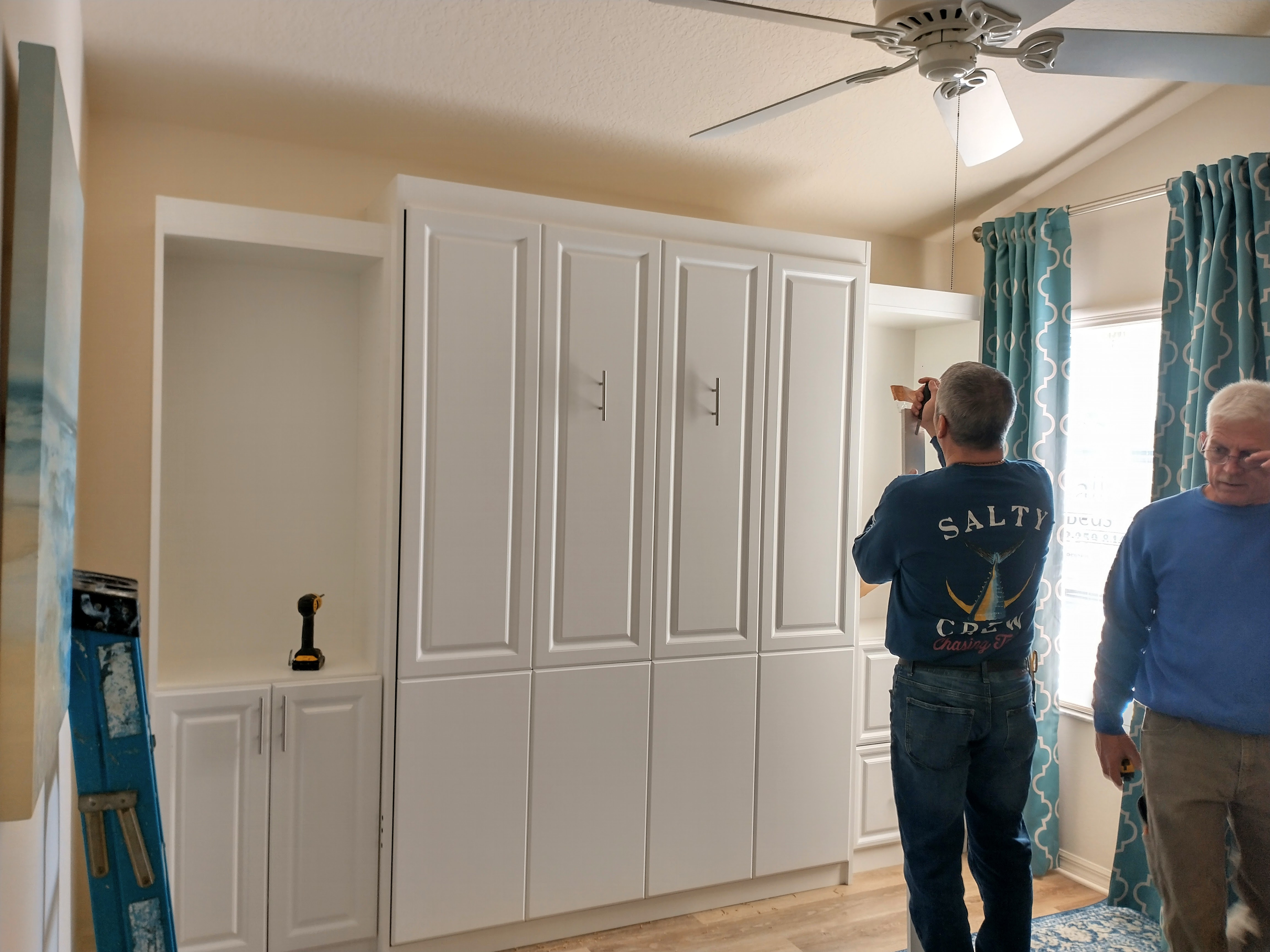
Operai che installano un letto a scomparsa.

I letti a scomparsa sono usati per risparmiare spazio, proprio come i letti estraibili, e sono popolari dove lo spazio è limitato, come nelle case piccole, negli appartamenti, negli hotel, nelle case mobili e nei dormitori universitari. Negli ultimi anni, le unità di letto a scomparsa comprendono opzioni come illuminazione, armadietti e componenti per ufficio. Hanno visto una rinascita di popolarità, all'inizio degli anni 2010, a causa della debolezza dell'economia, con i ragazzi che sono tornati a casa dei loro genitori e le famiglie che hanno scelto di ristrutturare le case piuttosto che acquistarne di più grandi.
Nel 1989, la Corte d'Appello del Secondo Circuito degli Stati Uniti stabilì che il termine "Murphy Bed" era entrato nell'uso comune così a fondo che non era più idoneo per la protezione del Marchio registrato.

## Disegni e modelli
La maggior parte dei letti Murphy non dispone di rete. Il materasso, invece, di solito giace su una piattaforma di legno o rete metallica ed è tenuto in posizione in modo da non incurvarsi quando è chiuso. Il materasso è fissato al telaio del letto, spesso con cinghie elastiche per tenerlo in posizione quando l'unità è posta in verticale. I sollevatori a pistone o le molle a torsione rendono i moderni letti Murphy facili da abbassare e sollevare.
Dal primo modello sono state create diverse altre varianti, tra cui: letti Murphy montati lateralmente, letti a castello Murphy e soluzioni che includono altre funzioni. I letti ribaltabili con tavoli o scrivanie, che si piegano quando il letto è chiuso, sono molto diffusi, e ci sono anche modelli con divani e scaffalature.

## Rischi
Se non fissato o utilizzato correttamente, un letto ribaltabile potrebbe cadere sull'operatore. Un caso giudiziario del 1945, in Illinois, ha rilevato che l'inquilino si assumeva il rischio di lesioni causate da un letto a scomparsa installato in una stanza della locanda in affitto. Nel 1982, un uomo ubriaco venne soffocato all'interno di un letto Murphy chiuso, e due donne rimasero intrappolate e soffocate da un letto a scomparsa installato in modo improprio nel 2005. Una sentenza del 2014 ha affermato che un letto Murphy difettoso ha portato alla morte di un uomo di Staten Island.

## Nella cultura popolare
I letti Murphy erano una configurazione comune per le scene comiche nei primi film, anche in quelli muti. Il primo film noto a presentare un letto Murphy è stato il film perduto, del 1900 della Biograph Company, A Bulletproof Bed, che è stato rifatto nel 1903 da Edison Studios, e il film esistente Subub Surprise the Burglar. È stato un elemento ricorrente nei slapstick in molte produzioni dei Keystone Studios, nel 1910, tra cui Cursed by His Beauty (1914), Fatty's Reckless Fling (1915), He Wouldn't Stay Down (1915) e Bath Tub Perils (1916). Il film di Charlie Chaplin del 1916,  Il film One AM, presenta anche un incontro esagerato con un letto ribaltabile.
I film successivi che usano i letti Murphy come oggetto di scene comiche (spesso per causare lesioni o frustrazione, o per nascondere un ospite clandestino). Tra questi il film di Stanlio e Ollio, La bugia (1930), di Jimmy Stewart e Ginger Rogers, Una donna vivace (1938), di Buster Keaton Io... e l'amore (1929) e Nothing But Pleasure (1940), Hit the Ice (1943) di Gianni e Pinotto, diversi cortometraggi de I tre marmittoni (incluso Corny Casanovas del 1952), Questo pazzo, pazzo, pazzo, pazzo mondo, il cartone animato di Braccio di Ferro, Shuteye Popeye, il film di Bob Hope, Un bikini per Didi (1966), il film di James Bond Agente 007 - Si vive solo due volte, Quella notte inventarono lo spogliarello, il film di Mel Brooks L'ultima follia di Mel Brooks, La Pantera Rosa sfida l'ispettore Clouseau, Giallo in casa Muppet, Scuola di polizia 2 - Prima missione, Chi ha incastrato Roger Rabbit, Spia e lascia spiare e Freddy vs. Jason. I letti ribaltabili sono stati utilizzati anche in serie televisive; per esempio, Caroline Channing ha usato un letto Murphy in 2 Broke Girls, e un episodio di Laverne e Shirley ricrea le scene di One AM di Chaplin.
Nei fumetti, il letto Murphy è raffigurato nel libro di Tintin Red Rackham's Treasure come un'invenzione del Professor Trifone Girasole.